# Igreja de Santa Teresinha do Menino Jesus (Duque de Caxias)
A Igreja de Santa Teresinha do Menino Jesus é uma igreja católica localizada na cidade de Duque de Caxias, no bairro Parque Lafaiete, cuja fundação original remonta a 1645.